# 질도
질도(郅都, ? ~ 기원전 142년)는 전한 전기 ~ 중기의 관료로, 하동군 양현(楊縣) 사람이다. 정치를 혹독하게 하여 창응(蒼鷹)이라 불렸다.

## 생애

### 대두
젊을 때부터 큰 뜻을 품었고, 문제 때 낭(郞)이 되었다. 경제 때에는 중랑장(中郞將)이 되어 과감히 직간하고, 조정의 대신들을 꺾어 눌렀다.
어느날 경제가 가희(賈姬)와 함께 상림원에 갔는데, 질도도 따라 나섰다. 가희가 변소에 갔는데 갑자기 멧돼지가 뛰어들어왔고, 경제는 질도로 하여금 그녀를 구해주도록 눈짓을 주었으나 질도는 꼼짝도 하지 않았다. 경제가 몸소 무기를 들고 구해주려 하자, 질도는 경제 앞에 엎드려 말하였다.
| “ | 희 한 명을 잃으면, 또 다른 희를 얻으면 됩니다. 폐하께서 스스로를 가볍게 여기시면, 종묘와 태후는 어떻게 합니까? | ” |

경제는 물러섰고, 멧돼지 또한 달아나 버렸다. 두태후는 이 일을 듣고 질도에게 금 100근을 내렸고, 경제는 그를 중용하였다.

### 청렴한 관리
제남의 한(瞯)씨는 300여 가구나 되는 호족이었다. 한씨 일족은 법을 무시하고 제멋대로 행동하였지만, 대대로 태수들은 이를 다스리지 못하였다. 경제는 질도를 제남태수에 임명하였고, 질도는 부임하여 한씨 일족 중 가장 포악한 자의 일가를 모두 죽이니 나머지 한씨들은 두려워 떨었다. 질도가 부임한 지 일 년 남짓 지나니, 제남에는 길에 물건이 떨어져 있어도 줍는 자가 없었다. 근방 10여 군의 태수들은 질도를 경외하였다.
질도는 사람됨이 용감하고 기개와 힘이 있으며, 공정하고 청렴했다. 사사로이 편지를 받으면 읽지 않았고, 남이 보내온 선물을 받는 법이 없었으며, 청탁이나 의뢰를 들어주는 일도 없었다. 그는 이렇게 말하였다.
| “ | 이미 어버이를 등지고 벼슬살이하는 이상, 이 몸은 맡은 일에 책임을 다하고 절개를 지키다가 관직에서 죽을 뿐이다. 처자식도 돌보지 않겠다. | ” |

### 전성기
경제 7년(기원전 150년), 질도는 위관의 뒤를 이어 중위에 임명되었다.
경제 중2년(기원전 148년), 외척을 숙청하기 위하여 질도로 하여금 임강민왕의 외가인 율(栗)씨 일족을 모두 주멸하도록 하였다. 질도가 위관 대신 중위가 된 이유 자체가, 경제가 위관은 성품이 어질어 일을 처리하기에 알맞지 않다고 생각했기 때문이었다. 그 무렵 승상 주아부는 매우 고귀한 신분이었으나, 질도는 그를 만날 때마다 가볍게 읍할 뿐이었다. 당시 백성은 순박하여 죄를 받을까 두려워하여 스스로 조심하였는데, 질도만은 엄하고 가혹한 법을 제일로 여겨 법을 집행할 때에는 귀족이나 외척도 꺼리지 않았다. 그 때문에 제후와 황족들은 질도를 볼 때마다 곁눈질로 보고 '창응'(蒼鷹)이라고 불렀다.
경제 중3년(기원전 147년), 임강민왕은 법을 어겨 종묘를 세울 땅에 궁궐을 지었기 때문에, 조서에 의거하여 중위의 문초를 받게 되었다. 임강민왕은 경제에게 사죄하는 글을 쓰려 하였으나, 질도는 법에서 금하는 것이라는 이유로 거절하였다. 그런데 두영이 몰래 사람을 시켜 임강민왕에게 붓을 넣어 주었고, 임강민왕은 사죄하는 글을 쓰고 스스로 목숨을 끊었다. 두태후는 이 소식을 듣고 노하여, 죄를 꾸며 질도를 모함하였다. 결국 질도는 면직되어 집으로 돌아갔으나, 경제는 사자에게 부절을 주어 질도에게 보내 그를 안문태수에 임명하였다. 또한 조정에 들러 하직 인사를 할 것 없이 바로 임지로 가게 하고, 임지에서는 조정의 명령을 기다릴 것 없이 편의대로 일을 처리하게 하였다.
흉노는 평소 질도의 지조를 들어 알고 있었으므로, 변경에 있었던 병사를 물리고 돌아가 질도가 죽을 때까지 다시는 안문에 가까이 오지 않았다. 그들은 질도의 생김새를 본떠 만든 인형을 놓고, 말을 달리면서 활을 쏘게 하였으나 아무도 맞히지 못할 정도로 질도를 대단히 두려워하였다. 질도는 흉노의 근심거리였다.

### 죽음
이후 두태후가 끝내 질도를 법에 걸어 처벌하려 하니, 경제가 만류하였다.
| “ | 질도는 충신입니다. | ” |

경제는 그를 용서하려 하였으나, 두태후가 반문하였다.
| “ | 임강왕은 충신이 아니었다는 말씀이십니까? | ” |

결국 질도는 처형되었다.

## 출전
- 사마천, 《사기》 권122 혹리열전
- 반고, 《한서》 권90 혹리전